# 캐나다 항공
캐나다 항공(영어: Canadian Airways)은 캐나다의 항공사로 1926년에 제임스 암스트롱 리처드슨이 WCA로 설립되어 1942년에 캐나다의 여러 개의 항공사가 합병되면서 캐나다 퍼시픽 항공으로 재편했다.